# میشاک ایلیا
میشاک ایلیا (انگلیسی: Meschak Elia؛ زادهٔ ۶ اوت ۱۹۹۷) بازیکن فوتبال اهل جمهوری دموکراتیک کنگو است.
وی همچنین در تیم ملی فوتبال جمهوری کنگو بازی کرده‌است.